# Muralhas de Sevilha
‎As ‎‎muralhas de Sevilha‎‎ ‎‎são‎‎ uma série de ‎‎muros defensivos‎‎ ao redor da Cidade Velha de Sevilha.‎‎ ‎‎A cidade tem sido cercada por muralhas desde o período ‎‎romano,‎‎ e eles foram mantidos e modificados ao longo dos ‎‎períodos visigodos subsequentes,‎‎ ‎‎islâmicos‎‎ e finalmente ‎‎castelais.‎‎ As muralhas permaneceram intactas até o século XIX, quando foram parcialmente demolidas depois da ‎‎revolução de 1868.‎‎

## História

### Expansão no período islâmico: séculos IX a XII
Os portões das cidades al-Andaluzas não foram construídos com o eixo rodoviário, mas foram angulados para dificultar o cerco. Assim, os atacantes tiveram que atravessar vários portões e pátios antes de entrar na cidade. Das alturas, os defensores dispararam ‎‎flechas‎‎ e derramaram óleo fervente nos atacantes.‎

### As muralhas depois da reconquista: séculos XIII a XVI
Depois da reconquista cristã da cidade por ‎‎Fernando III de Castela‎‎ em 1248, a ‎‎Coroa de Castela‎‎ manteve a fisionomia das muralhas que haviam sido impostos pelos árabes durante sua construção, e como era habitual no ‎‎Reino de Castela,‎‎ os sucessivos monarcas juraram os privilégios da cidade em tomar posse dela em alguns de seus portões, sempre aqueles de maior importância social ou estratégica, como símbolo de poder. Na ‎‎Puerta de la Macarena‎‎ jurou ‎‎Isabella I de Castela‎‎ (1477), ‎‎Fernando II de Aragão‎‎ (1508), ‎‎Carlos V, Sacro Imperador Romano-Germânico‎‎ e sua noiva ‎‎Isabel de Portugal‎‎ (1526), e finalmente Filipe ‎‎IV‎‎ (1624), enquanto a ‎‎Puerta de Goles‎‎ fez ‎‎Filipe II‎‎ (1570), foi renomeada ‎‎Puerta Real‎‎.‎